# استیو رابات
استیو رابات (به انگلیسی: Esteve Rabat) ( زاده:۲۵ مه ۱۹۸۹ ) در اسپانیا و راننده موتو جی‌پی می‌باشد .
و هم‌اکنون برای تیم کالکس رانندگی می‌کند.